# Rebis (symbol)

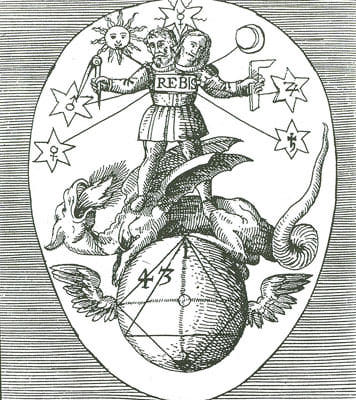
Rebis. W tym przypadku lewa strona wizerunku jest aktywna, a prawa pasywna. Postać androgena otaczają liczne dualistyczne symbole

Rebis (łac. Res bis, Res bina, w tłum. dwie rzeczy, dwie sprawy) – złożony symbol w alchemii, przedstawiający unię tudzież święte połączenie pierwiastków dualistycznych (przeciwstawnych). Jego elementami są kosmiczne jajo, smok oraz androgen – istota o dwóch głowach (kobiety i mężczyzny). Najważniejsze jest kosmiczne jajo, oznaczające płodność, zalążek życia i jego esencję. Smok symbolizuje prawdopodobnie potęgę widzialnego świata. Dwugłowe stworzenie na jego grzbiecie trzyma w jednej ręce ekierkę lub kątownicę (symbolika kwadratu), a w drugiej kątomierz, powiązany z symboliką koła. Po męskiej, aktywnej stronie przedstawienia najczęściej występuje Słońce, a po żeńskiej, pasywnej – Księżyc.